# Жауен Хаджам
Жауен Джиммі Хаджам (араб. جوين حجام, нар. 26 березня 2003, Париж, Франція) — алжирський футболіст, фланговий захисник швейцарського клубу «Янг Бойз» та національної збірної Алжиру.

## Ігрова кар'єра

### Клубна
Жауен Хаджам народився у Парижі в родині переселенців з Алжиру. Займасвя футболом в академії столичного клубу «Парі Сен-Жермен». У січні 2019 року Хаджам підписав професійний контракт з клубом «Париж» і 22 серпня 2020 року дебютував на професійному рівні у матчі Ліги 2.
У послугах гравця була зацікавлена італійська «Салернітана», але в січні 2023 року футболіст перейшов до «Нанта», з яким підписав контракт до червня 2027 року і 29 січня захисник дебютував у вищому дивізіоні у матчі проти «Клермона».
19 січня 2024 року Хаджам перейшов до швейцарського «Янг Бойз», підписавши контракт з клубом до літа 2028 року.

### Збірна
Жауен Хаджам має подвійне громадянство - французьке і алжирське. І свою міжнародну кар'єру футболіст починав, граючи в юнацьких збірних Франції.
Але 27 березня 2023 року у матчі кваліфікації Кубка африканських націй проти команди Нігеру Жауен Хаджам дебютував у складі національної збірної Алжиру.